# Aliança das Igrejas Reformadas que mantém o Sistema Presbiteriano
A Aliança das Igrejas Reformadas que mantém o Sistema Presbiteriano (AIRSP - em inglês Alliance of the Reformed Churches holding the Presbyterian System ) foi organização internacional de igrejas presbiterianas. Foi fundado em 1875, em Londres, Reino Unido.
Em 1970, a AIRSP votou por se unir ao Conselho Congregacional Internacional, outra organização internacional de denominações reformadas, para formar a Aliança Mundial das Igrejas Reformadas (AMIR). Essa, por sua vez, se uniu ao Conselho Ecumênico Reformado em 2010, originando a atual Comunhão Mundial das Igrejas Reformadas.